# Lepralia biturrita
Lepralia biturrita är en mossdjursart som beskrevs av Harmer 1957. Lepralia biturrita ingår i släktet Lepralia, ordningen Cheilostomatida, klassen Gymnolaemata, fylumet mossdjur och riket djur. Inga underarter finns listade i Catalogue of Life.